# 楡の木蔭の欲望
『楡の木蔭の欲望』（にれのこかげのよくぼう、Desire Under the Elms）は、アメリカの作家ユージン・オニールによって書かれ1924年に初演された戯曲。ヒッポリュトスなどいくつかのギリシア悲劇に触発され、ニューイングランドの田舎を舞台に物欲と愛で引き裂かれる人間像を三部12場に分け描いた作品である。のちにアメリカで映画化された。

## 日本語訳書
- 楡の木蔭 和田利政,森永義一訳.世界近代劇叢書 第5輯　金星堂　1927年
- 楡の下の慾望 加来章子編.文芸春秋社出版部　1927年
- 楡の木蔭の慾情 井上宗次訳.1951.岩波文庫 のち「欲望」と改題
- 楡の樹蔭の慾望 菅原卓訳　現代世界戯曲選集 第9.白水社　1954年
- 楡の木蔭の欲望 清野暢一郎訳　1958年　角川文庫
- 楡の木の下の欲望 菅泰男訳 オニール名作集　白水社　1975年
- 楡の木陰の欲望 西田実訳 世界文学全集 8　講談社　1980年7月　のち「椰子の木陰の欲望」

## 映画
1958年にアメリカ合衆国で映画化。オニールとアーウィン・ショーの脚本からデルバート・マンが監督した。出演はソフィア・ローレンやアンソニー・パーキンスなど。

### キャスト
※括弧内は日本語吹替（テレビ版）
- アンナ：ソフィア・ローレン（此島愛子）
- エベン：アンソニー・パーキンス（西沢利明）
- エフライム：バール・アイヴス
- シミオン：フランク・オーヴァートン
- ピーター：パーネル・ロバーツ
- エベンの母親：アン・セイモア
- ルシンダ：レベッカ・ウェルズ
- ローレンス：ジャン・ウィリス

### スタッフ
- 監督：デルバート・マン
- 製作：ドン・ハートマン
- 脚本：アーウィン・ショー
- 原作：ユージン・オニール
- 撮影：ダニエル・L・ファップ
- 編集：ジョージ・ベームラー
- 音楽：エルマー・バーンスタイン